# (29878) 1999 GY19
A (29878) 1999 GY19 a Naprendszer kisbolygóövében található aszteroida. A LINEAR projekt keretében fedezték fel 1999. április 15-én.